# 東京スカパラダイスオーケストラ
東京スカパラダイスオーケストラ（とうきょうスカパラダイスオーケストラ、英: Tokyo Ska Paradise Orchestra）は、日本のスカバンド。所属事務所はソニー・ミュージックアーティスツ。レーベルはcutting edge。略称は「スカパラ」。

## 来歴
1985年
- ASA-CHANGにより結成。

1987年
- クリーンヘッド・ギムラ、青木達之の加入を契機に川上つよし、沖祐市、武内雄平が相次いで加入。当時は加藤敦、三上隆義（三上博史の実兄）、金沢克彦も参加していた。

1988年
- 3月、新宿JAMでのイベント『MARCH OF THE MODS』でステージデビュー。場内の観客による喧嘩が絶えなかった。
- 5月、クリーンヘッド・ギムラに誘われGAMOが加入。川上つよし、沖祐市らの親友であった谷中敦も正式メンバーとなった。
- 6月、ブルー・トニックとしてメジャー・デビューしていた冷牟田竜之が加入。スカフレイムス主催のインクスティック芝浦ファクトリーでのイベント「CLUB SKA」に出演。サーモンピンク色のスーツをメンバー全員で揃えた。クリーンヘッド・ギムラが「ジャングルブギ」で初ボーカルを披露。
- 10月、GAMOが連れてきた北原雅彦が加入。当時、既にプロのミュージシャンとして活動していた。
- 11月22日、六本木インクスティックで初の単独ライブを行う。
- 12月、NARGOが加入。このメンバーで「スキャラバン」、「ペドラーズ」、「ジャングルブギ」、「キラーストリート・ジャンピン」（初のオリジナル曲、未発表）を収めたデモテープを録音。

1989年
- 1月18日、フィッシュボーンの来日公演の前座を日本青年館で行なう。この頃から口コミにより評判が広がり動員数も増える。
- 4月29日、ブルー・トニックの解散ライブにNARGO、北原、GAMO、ASA-CHANGが参加。
- 6月、林昌幸が加入。メジャー・デビュー時のメンバーが揃う。
- 11月18日、3日間で完成させたファイルレコードからアナログ盤『東京スカパラダイスオーケストラ』をリリース。

1990年
- 1月〜2月、メジャー・デビュー・アルバム『スカパラ登場』のレコーディングを行なう。
- 3月30日、新宿ステレオホールにてデビュー記念のコンベンションライブを行う。このライブで演奏された「36-22-36」と「妖怪人間ベム」は1991年3月21日発売『東京スカパラダイスオーケストラライブ』に収録。
- 4月、武内が就職により脱退。
- 4月21日、EPIC/SONY RECORDSからシングル「MONSTER ROCK」でメジャー・デビュー。
- 5月1日、アルバム『スカパラ登場』を発売。オリコン初登場10位を記録。

1991年
- 6月21日、2ndアルバム『ワールド フェイマス』をリリース。
- 同バンド初となる日本武道館公演（10,000人動員）を成功させる。

1992年
- 6月、ギターの林が脱退。
- 寺師徹がサポートギタリストとして参加する。

1993年
- 3月21日、3rdアルバム『PIONEERS』をリリース。
- 創立者でありバンマスのASA-CHANGが脱退。
- 7月頃、ギターの寺師徹が加入。

1994年
- 4月21日、4thアルバム『FANTASIA』をリリース。

1995年
- 4月23日、クリーンヘッド・ギムラ永眠。
- 6月21日、5thアルバム『GRAND PRIX』をリリース。このアルバムには、小沢健二、キミドリ、石川さゆり、竹中直人、高橋幸宏、スリラーU、ミスティ・オールドランドなどが参加している。また、ギムラの病気療養中に制作された。
- パーカッションの大森はじめが『ALL JAPAN GRAND PRIX』ツアーからサポートメンバーとして参加。

1996年
- 1月、元旦のストリートライブをもってパーカッションの大森が正式加入。
- 9月2日、6thアルバム『トーキョー・ストラット』をリリース。
- 冷牟田がワールドツアー中のタイでバイク事故に遭い、重傷を負う。

1997年
- 4月1日、竹中直人出演のTBSバラエティ番組『デカメロン』にレギュラー出演（9月30日まで放送）。
- 6月17日、日本武道館公演。前年の事故から療養中だった冷牟田が一時復帰。デビュー時に脱退した武内雄平と番組で共演している竹中がゲスト出演する。

1998年
- 1月17日、ギターの寺師が脱退。
- エピックレコードジャパンからavex traxへレーベル移籍。
- スカパラ初のボーカリストとして、クリーンヘッド・ギムラの実弟である杉村ルイ（ex.ザ・ヘアー）が加入する。
- ギターの加藤隆志がサポートメンバーとして参加。
- 8月26日、7thアルバム『ARKESTRA』をリリーズ。

1999年
- 2月、ボーカルの杉村が脱退。
- 5月2日、ドラムス・青木達之が列車に撥ねられ死亡。自殺とされる。
- 5月中旬からのツアー『荒野を走る』はサポートドラマーとしてBLANKEY JET CITYの中村達也を招聘、遂行された。
- 8月の闘魂'99以降、活動停止中のフィッシュマンズのドラマー茂木欣一がサポートとして参加。
- スカパラ（当時まだサポートだった加藤、茂木を含む10人）、Fantastic Plastic Machine、サワサキヨシヒロが集結した総勢14人からなる音楽集団SPEED KINGが結成され、99年末から2000年初頭にかけ活動。

2000年
- 7月26日、8thアルバム『FULL-TENSION BEATERS』をリリース。同年にはヨーロッパでもリリースされる。
- イギリス、フランス、ドイツ、ベルギー、オランダを12日間（ライブ11本）の海外ツアーを行なう。
- サポートギターとして参加していた加藤が正式加入。
- 同年はメジャーデビュー10周年であったが、前年のメンバーの死去・加入など慌ただしい年だったため、周年記念ライブなどは行なわれなかった。

2001年
- ドラムスの茂木が、11月の『Goin' Round The SKA』ツアーから正式加入。
- 男性シンガーをフィーチャーした歌モノ三部作をリリース（田島貴男「めくれたオレンジ」、チバユウスケ「カナリヤ鳴く空」、奥田民生「美しく燃える森」）。スカパラが楽曲（作詞含む）を準備し、外部からボーカリストを招き入れる、いわゆる「歌モノ」はこの時から始まる。

2002年
- 9thアルバム『Stompin' On DOWN BEAT ALLEY』リリース。オリコンアルバムチャート1位を獲得。

2003年
- ドラムスの茂木が歌唱する「銀河と迷路」がオリコン9位を記録。スカパラ単独（他からボーカルを招かない状態）では、最高順位。

2005年
- ヨーロッパ11か国157公演のツアーを成功させる。

2008年
- 7月17日、1996年に受けた事故の傷の療養専念のため、アルトサックスの冷牟田が脱退。

2014年
- 7月26日、福島県いわき市いわき芸術文化交流館アリオスにて25周年のツアーファイナル公演。ASA-CHANGがゲスト出演、スカパラと21年ぶりの共演を果たす。

2015年
- 3月28日、日本武道館公演。ゲストに10-FEET、MONGOL800、ASIAN KUNG-FU GENERATION、亀田誠治らが出演する。

2018年
- 8月11日、『RISING SUN ROCK FESTIVAL 2018 in EZO』クロージングアクトとして出演。サプライズも含め、史上最多の10人のゲストが出演した。
- セットリスト（ゲスト：中村達也、奥田民生、チバユウスケ、キヨサク、TOSHI-LOW、ハナレグミ、甲本ヒロト、尾崎世界観、斎藤宏介、峯田和伸）

1. 火の玉ジャイヴ feat. 中村達也
2. スキャラバン feat. 中村達也
3. 美しく燃える森 feat. 奥田民生
4. カナリヤ鳴く空 feat. チバユウスケ
5. 銀河と迷路
6. 流れゆく世界の中で feat. キヨサク
7. SKA ME CRAZY
8. 野望なき野郎どもへ feat. TOSHI-LOW
9. 追憶のライラック feat. ハナレグミ
10. 星降る夜に feat. 甲本ヒロト
11. 水琴窟 -SUIKINKUTSU-
12. 爆音ラブソング feat. 尾崎世界観
13. 白と黒のモントゥーノ feat. 斎藤宏介
14. ちえのわ feat. 峯田和伸
15. めくれたオレンジ feat. 峯田和伸
16. DOWN BEAT STOMP
17. Paradise Has No Border

2019年
- 10月30日、メキシコシティにて開催しているメキシコシティ最大の音楽アワード『Las Lunasdel Auditorio2019』にてライブパフォーマンス賞にノミネートされる。

2020年
- 3月20日、代々木第一体育館にて行われる予定だった30周年記念公演が新型コロナウイルスの流行により中止。急遽スペースシャワーTVとの協力によるYouTubeでの生配信ライブ『TOKYO SKA JAM "8"』が行われる。
- 4月3日、テレビ朝日の音楽番組『ミュージックステーション』に出演。aikoとのコラボ曲を披露する。
- 7月29日、テレビ朝日の特撮テレビシリーズ『仮面ライダーセイバー』の制作発表会見に登壇。同番組の主題歌とエンディングテーマを担当することが発表された。

2021年
- 8月8日、国立競技場（オリンピックスタジアム）で開催された2020年東京オリンピックの閉会式に出演。

2022年
- 12月31日、第73回NHK紅白歌合戦に初出演。オープニングテーマ「愛の讃歌」および坂本冬美の「お祭りマンボ〜スカパラSP〜」の演奏に参加。

2023年
- 7月27日、ドラムスの茂木が腸閉塞症の疑いで緊急手術を行い、バンドの2公演の開催が見合わせとなる[8]。

2024年
- 11月16日、甲子園にて『スカパラ甲子園』開催。

## メンバー

### 現メンバー
- 年齢順。なお正式なリーダーはおらず、各場面でそれに適したメンバーがその場を仕切るスタイルを取っている。
- 個人で項目のあるメンバーについてはそちらも参照のこと。

| 氏名                            | パート             | 生年月日・出身地                               | 備考 |
| ------------------------------- | ------------------ | ---------------------------------------------- | --- |
| 北原 雅彦 （きたはら まさひこ） | Trb. / Vo.         | 1961年9月7日（63歳） 神奈川県横浜市緑区        | - 血液型A型。1988年加入。 - メンバー最年長でホーンセクションのリーダー。楽曲のホーンアレンジは基本的に全て北原が担当している。 - ドレッドヘアーとヒゲが初期からのトレードマークである。 - とにかく動き回るステージングが特徴で、「そのせいでメンバー内で1番楽器が壊れやすい」と語っている。またライブで使用されるセットリストは北原が毎回手書きで作成している。 - メジャーデビュー前はLÄ-PPISCHでサポートメンバーとして活動していた。 - NARGOと共にSFKUaNK!!のメンバーとしても活動している。 - 2015年7月より所属事務所であるSMAの顧問を務めている。 - 趣味はサーフィン。 |
| GAMO （ガモー）                 | Tsx. / Agt. / Vo.  | 1965年1月26日（60歳） 北海道岩見沢市           | - 本名、蒲生 俊貴（がもう としき）。1988年加入。1998年までは「GAMOU」という名義で活動していた。 - 血液型B型。 - 武内の脱退後はソプラノサックスを担当する事もあるほか、冷牟田の脱退後はアジテーターを兼任している。2ndアルバム『ワールド フェイマス』収録の「四次元山脈」ではバスクラリネットを使用している。 - ソニー・ロリンズに影響されてサックスを始めた。 - 上京した当時に住んでいたアパートが取壊しとなり、その立退料で音楽の修行をしに渡米したという経歴を持つ。 - 髪型がよく変わることでも注目を集めており、現在は前髪をぱっつんにしたスタイル。 |
| 大森 はじめ （おおもり はじめ） | Perc. / Vo. / Agt. | 1965年6月29日（59歳） 東京都三鷹市             | - 本名およびサポート時代の名義は大森 一（おおもり はじめ）。 - 1995年の『ALL JAPAN GRAND PRIX』ツアーよりサポートとして参加し、翌年1月1日に正式加入。 - コンガ、ティンバレス、ギロなどを中心に使用し、電子ドラムを飛び道具として用いるプレイスタイルを取っている。 - 楽曲によってはボーカルやコーラスを担当。正式加入以降はアジテーターも兼任している。 - アメコミやゲームに造詣が深く、2002年の映画『スパイダーマン』でフラッシュ・トンプソンの吹替を担当した。 - 冷牟田が90年代前半頃に立ち上げていたDAD MAM GOD（脱退後に立ち上げたのとは別物）のメンバーだった（沖祐市も参加）武田真治のファースト・アルバム『S』（1995年6月21日リリース）に参加していた。 - 川上つよしと彼のムードメイカーズのメンバー。 - 2016年４月から會田茂一(アイゴン)とのYouTube番組「マイナス軒(Minus Bros.) 」を開始。現在も配信中。 |
| 沖 祐市 （おき ゆういち）       | Key. / Vo.         | 1966年9月5日（58歳） 神奈川県川崎市            | - 血液型B型。出生は大阪府で、まもなく川崎市に引越した。1987年加入。 - 1997年までは「沖祐一」名義で活動していた。 - キーボードの他にアコーディオンも使用する。また口笛も得意とし、「君と僕」「スタア スタア スタア」などのように沖の口笛をメインとした曲も存在する。 - ライブでは普通の横置キーボードをショルダー・キーボードの様に持ち上げてステージを走り回る力技を得意とする。そのせいで過去に何度か手の小指や足首を骨折し終演後病院へ直行する事態になったこともある。 - エレクトーン奏者の沖浩一は実父。 - Sembelloのメンバーとして活動している他、ソロ活動でアルバムもリリースしている。 |
| 谷中 敦 （やなか あつし）       | Bsx. / Vo. / Agt.  | 1966年12月25日（58歳） 東京都日野市            | - 血液型A型。1988年加入。 - 2001年に発売された「めくれたオレンジ」以降、ほぼ全てのボーカル曲の作詞を担当。 - バンド加入と同時にバリトンサックスを始めた。 - 曲によってはフルートやストレートアルトサックスも使用する。 - 俳優としても活動しており、『河童 kappa』で主演を務めたほか、『嫌われ松子の一生』『小公女セイラ』等に出演している。 - フランク・ザッパの崇拝者で、コンピレーション・アルバムもコンパイルしている。 - 藤枝伸介と共に「2 of a kind」というユニットでも活動中。 |
| 川上 つよし （かわかみ つよし） | Ba. / Vo.          | 1967年1月21日（58歳） 東京都三鷹市             | - 本名及び旧名義は川上 毅（かわかみ つよし）。血液型B型。1987年加入。 - メイン楽器はFenderのジャズベースやプレシジョンベース。一部楽曲ではアップライトベースも用いる。 - スカを始めとして様々な音楽に精通しており、リズム隊のリーダー的役割を担っている。 - サッカー、旅行、釣り、温泉、文学等多趣味であり、『タモリ倶楽部』の「空耳アワー」のコーナーでは空耳役者として奥田民生と共に漫才師役を演じた。 - 「川上つよしと彼のムードメイカーズ」主宰。 |
| 茂木 欣一 （もてぎ きんいち）   | Dr. / Vo.          | 1967年12月15日（57歳） 神奈川県横浜市青葉区    | - 血液型A型。 - 1999年の青木の死後、サポートとして参加し、2001年11月より正式加入。 - その歌唱力からボーカルを務めることが多く、スカパラ現メンバーの中ではボーカル担当曲が最も多い。 - メインドラムはTAMAのStar Bubinga。シンバルはSABIANを使用している。 - ドラマーとしてはオープン・ハンド奏法を用いており、上手側（自身から見て左側）にシンバルを多く配置している。以前はツーバス仕様だった事もあった。 - FISHMANS、So many tearsのメンバーとしても活動している。 |
| NARGO （ナーゴ）                | Tp. / Vo.          | 1968年4月4日（57歳） 東京都武蔵野市            | - 本名、名古屋 君義（なごや きみよし）。血液型A型。1988年加入。 - 兄の影響で幼少期からジャズに触れており、10歳でトランペットを始めた。 - 曲によっては鍵盤ハーモニカ、スティールパン等も使用する。 - 加入当時はスカという音楽について全く知らず、その為ASA-CHANGの命で川上からスカの手解きを受けていた。その時にもらったカセットテープは今でも大切に保管してあるという。 - 北原と共にSFKUaNK!!のメンバーとしても活動。 |
| 加藤 隆志 （かとう たかし）     | Gt. / Agt. / Vo.   | 1971年9月20日（53歳） 鳥取県気高町（現鳥取市） | - 血液型A型。 - 元「lost CANDI」。 - 1998年の寺師の脱退後からサポートとして参加し、2000年1月より正式加入。 - メインギターは'65年製フェンダー・ストラトキャスター。他にもギブソン・ES-335やホワイトファルコン、ジャガー等を使用。 - ブライアン・セッツァーやザ・スミスから影響を受けており、彼の曲はロック・サウンドを前面に出すのが特徴。 - 学生時代からパンクに傾倒しており、Sonic YouthやTelevisionのファンを公言している。 - LOSALIOS、So many tearsのメンバーとしても活動している。 |

### 旧メンバー
ここではメジャー・デビュー当時及びそれ以降に在籍し、既に脱退した過去のメンバーについて記載する。脱退順。
武内雄平（たけうち ゆうへい）：ソプラノ・サックス、フルート
1987年加入。1990年4月に脱退。別称：スバラシイ武内雄平。脱退後朝日新聞記者を経て、現在朝日ホールディレクター兼文化事業部員。
林昌幸（はやし まさゆき）：ギター
1989年加入。1992年6月に脱退。愛称：MARC。脱退後は、BLUE BEAT PLAYERS、CHILL、Uncaba Authentic Band、THE CASTLE、The Toucansなどで活動。
ASA-CHANG（アサチャン、 1963年7月4日  - ）：パーカッション
本名：朝倉弘一（あさくら ひろかず）
1993年3月に脱退。東京スカパラダイスオーケストラの創始者でありバンマス。小泉今日子などのヘアメイク・アーティストを本業としながらメンバーを募り結成した。93年のアルバム『PIONEERS』の製作後、「自身がこのバンドで演奏したかった音楽はすべてやった」として脱退している。その後はASA-CHANG&巡礼を結成し、その他、多彩なユニットも数多く企画しており、スカパラ・メンバーとも共演している。
クリーンヘッド・ギムラ（1962年6月11日 - 1995年4月23日）：におい、雰囲気、フロントマンなど
本名：杉村英詩（すぎむら えいじ）。父は芸術家の杉村篤、兄はミュージシャンの杉村洋。
1987年にトランペットとして加入。後に兼任ボーカルから専任としてフロントマンとなる。メジャー・デビュー直後の1990年6月にバンド活動を休止し突如渡米、同年10月に帰国後にはサングラスにスキンヘッド、金のラメが入ったストールを纏うなど一際目立つ強烈なキャラクターとなっていた。また制作主導した1994年の『FANTASIA』ではギターでも参加していたが、同年7月に脳腫瘍に倒れ、1995年4月23日死去。32歳没。 ボーカルと紹介される事が多々あるが、ボーカリストとして作品にクレジットされたことはない。
寺師徹（てらし とおる、 1961年5月7日（64歳）  - ）：ギター
元「ショコラータ」、元「ザ・スリル (THE THRILL)」。1992年夏頃からサポート参加。翌年7月頃に正式加入。1998年1月17日まで在籍。在籍時も様々なミュージシャンのレコーディング、ライブ・サポートを務める。脱退後は「ブラックベルベッツ」をはじめ、「EROTICAO」、「デミセミクエーバー」、「金原千恵子バンド」などで活動、また舞台役者デビューも果たしている。一時「TORU TERASHIT」に改名していた。
杉村ルイ（すぎむら るい）：ボーカル
本名：杉村類。クリーンヘッド・ギムラの実弟。
1998年2月 - 1999年2月に在籍。「THE HAIR」のボーカルを経てバンド加入。メッセンジャーと称されたボーカルのほか、ハーモニカも担当した。脱退後はソロで「Lui」、「The Locals」名義などで活動。
青木達之（あおき たつゆき、1966年8月15日  - 1999年5月2日）：ドラム
1987年にASA-CHANGの誘いでベースの川上と共に加入。1999年に小田急小田原線豪徳寺駅で急行電車に轢かれ死亡した。32歳没。遺書はなかったが、生活上の悩みを抱えていたことから警察はホームからの飛び降り自殺の線を濃厚としている。
冷牟田竜之（ひやむた たつゆき、1962年2月14日 - ）：アルト・サックス、アジテーター、ギター
福岡県出身。血液型はO型。ブルー・トニックのベーシストとしてデビュー。1988年加入。「スカパラの若大将」と称された。1996年にワールドツアー中のタイでバイク事故に遭い、重傷を負った影響で右足に後遺症が残る。2008年7月17日に療養専念のため脱退。現在は「DAD MOM GOD」「THE MAN」「MORE THE MAN」として活動中。

### サポートメンバー
會田茂一：ギター
中村達也：ドラムス
青木の急死直後から茂木加入時までのライブに参加。
高橋幸宏：ドラムス
小島徹也：ドラムス

## ディスコグラフィー

### オリジナル・アルバム
| 枚   | リリース日     | タイトル                    | 最高順位 |
| ---- | -------------- | --------------------------- | -------- |
| 1st  | 1990年5月1日   | スカパラ登場                | 10位     |
| 2nd  | 1991年6月21日  | ワールド フェイマス         | 13位     |
| 3rd  | 1993年3月21日  | PIONEERS                    | 21位     |
| 4th  | 1994年4月21日  | FANTASIA                    | 32位     |
| 5th  | 1995年6月21日  | GRAND PRIX                  | 25位     |
| 6th  | 1996年9月2日   | トーキョー・ストラット      | 25位     |
| 7th  | 1998年8月26日  | ARKESTRA                    | 20位     |
| 8th  | 2000年7月26日  | FULL-TENSION BEATERS        | 32位     |
| 9th  | 2002年5月22日  | Stompin' On DOWN BEAT ALLEY | 1位      |
| 10th | 2003年3月5日   | HIGH NUMBERS                | 2位      |
| 11th | 2005年3月9日   | ANSWER                      | 14位     |
| 12th | 2006年6月7日   | WILD PEACE                  | 2位      |
| 13th | 2008年3月26日  | Perfect Future              | 9位      |
| 14th | 2009年2月4日   | PARADISE BLUE               | 7位      |
| 15th | 2010年3月10日  | WORLD SKA SYMPHONY          | 9位      |
| 16th | 2012年3月21日  | Walkin'                     | 12位     |
| 17th | 2012年11月17日 | 欲望                        | 20位     |
| 18th | 2013年7月3日   | Diamond In Your Heart       | 15位     |
| 19th | 2014年8月13日  | SKA ME FOREVER              | 5位      |
| 20th | 2017年3月8日   | Paradise Has NO BORDER      | 6位      |
| 21st | 2018年3月14日  | GLORIOUS                    | 11位     |
| 22nd | 2019年11月20日 | ツギハギカラフル            | 5位      |
| 23rd | 2021年3月3日   | SKA=ALMIGHTY                | 8位      |
| 24th | 2024年10月23日 | 35                          | 5位      |

### ミニ・アルバム
| 枚  | リリース日     | タイトル                  | 最高順位 |
| --- | -------------- | ------------------------- | -------- |
| 1st | 2010年10月27日 | Goldfingers               | 16位     |
| 2nd | 2011年3月16日  | HEROES                    | 26位     |
| 3rd | 2011年8月3日   | Sunny Side of the Street  | 18位     |
| 4th | 2021年11月10日 | S.O.S. [Share One Sorrow] | 13位     |
| 5th | 2023年3月15日  | JUNK or GEM               | 16位     |

### ベスト・アルバム
| 枚  | リリース日     | タイトル                                                                  | 最高順位 | 規格 |
| --- | -------------- | ------------------------------------------------------------------------- | -------- | --- |
| 1st | 1997年11月21日 | MOODS FOR TOKYO SKA 〜WE DON'T KNOW WHAT SKA IS!〜                        | 48位     | ESCB-1842                                                                                                   |
| 2nd | 2002年11月7日  | BEST (1989〜1997)                                                         | 23位     | ESCL-2333                                                                                                   |
| 3rd | 2007年3月21日  | BEST OF TOKYO SKA 1998-2007                                               | 2位      | CTCR-14528                                                                                                  |
| 4th | 2015年3月4日   | The Last                                                                  | 7位      | 3CD:CTCR-14863/5 3CD+2DVD:CTCR-14860〜2/B〜C 4CD+3DVD:CTZR-14856〜9/B〜D                                    |
| 5th | 2020年3月18日  | TOKYO SKA TREASURES 〜ベスト・オブ・東京スカパラダイスオーケストラ〜      | 4位      | 3CD+2BD:CTCR-14985〜7/B〜C 3CD+DVD:CTCR-14988〜90/B 3CD:CTCR-14991〜3 4CD+2BD+グッズ:CTZ1-14994〜7/B〜C     |
| 6th | 2025年3月19日  | NO BORDER HITS 2025→2001 〜ベスト・オブ・東京スカパラダイスオーケストラ〜 |          | 3CD+2BD:CTCR-96113〜5/B〜C 3CD+2DVD:CTCR-96116〜8/B〜C 3CD:CTCR-96119〜21 4CD+3BD+グッズ:CTZ1-96122〜5/B〜D |

### ライブ・アルバム
| 枚  | リリース日    | タイトル                                                                        | 最高順位 | 規格               |
| --- | ------------- | ------------------------------------------------------------------------------- | -------- | ------------------ |
| 1st | 1991年3月21日 | 東京スカパラダイスオーケストラ ライブ                                           | -        | ESCB-1842          |
| 2nd | 2001年3月14日 | Gunslingers -LIVE BEST-                                                         | -        | AVCD-11911         |
| 3rd | 2004年2月4日  | ON TOUR                                                                         | -        | CTCR-14327         |
| 4th | 2016年3月2日  | THE LAST -LIVE-                                                                 | 16位     | CTCR-14899〜900/B  |
| 5th | 2019年3月13日 | 2018 Tour「SKANKIN JAPAN」“スカフェス in 大阪城ホール” 2018.12.24               | 19位     | CTCR-14950〜1/B〜C |
|     | 2020年6月1日  | TOKYO SKA 30 無観客ライブ 〜僕ら、いつだってワイヤレスで繋がっている 2020.03.20 | -        | 配信限定           |

### トリビュート・アルバム
| 枚  | リリース日    | タイトル                                                | 最高順位 | 規格       |
| --- | ------------- | ------------------------------------------------------- | -------- | ---------- |
| 1st | 2019年3月13日 | 東京スカパラダイスオーケストラトリビュート集 楽園十三景 | 23位     | CTCR-14956 |

### シングル
| 枚   | リリース日     | タイトル                                                               | 最高順位 | 規格                                                                                                  | 備考 |
| ---- | -------------- | ---------------------------------------------------------------------- | -------- | --- | --- |
| 1st  | 1990年4月21日  | MONSTER ROCK                                                           | 54位     | 通常盤 (CD) ESDB-3091                                                                                 | |
| 2nd  | 1991年1月21日  | 栄光へのカウントダウン                                                 | 84位     | 通常盤 (CD) ESDB-3173                                                                                 | テレビ朝日系『600ステーション』テーマソング                                                                                             |
| 3rd  | 1991年6月21日  | ホールインワン                                                         | 93位     | 通常盤 (CD) ESDB-3226                                                                                 | サントリー「サマー・ウイスキー」CMソング                                                                                                |
| 4th  | 1992年12月2日  | Burning Scale                                                          | -        | 通常盤 (CD) ESDB-3352                                                                                 | パイオニア「プライベート」CMソング |
| 5th  | 1993年5月1日   | マライの號                                                             | -        | 通常盤 (CD) ESDB-3362                                                                                 | CX・KTV系ドラマ「サスペンス明日の13章」エンディング・テーマ                                                                             |
| 6th  | 1993年8月21日  | gold rush                                                              | -        | 通常盤 (CD) ESDB-3407                                                                                 | |
| 7th  | 1993年10月23日 | ハプニング                                                             | -        | 通常盤 (CD) ESDB-3435                                                                                 | |
| 8th  | 1993年12月12日 | ブルーマーメイド                                                       | -        | 通常盤 (CD) ESDB-3440                                                                                 | |
| 9th  | 1994年9月7日   | HAPPY GO LUCKY                                                         | -        | 通常盤 (CD) ESDB-3512                                                                                 | NTV系「スポーツうるぐす」テーマ曲 |
| 10th | 1995年1月21日  | 東京デラックス                                                         | 74位     | 通常盤 (CD) ESDB-3528                                                                                 | アミューズ・シネカノン・TX「平成無責任一家」主題歌                                                                                      |
| 11th | 1995年4月28日  | WATERMELON                                                             | 85位     | 通常盤 (CD) ESDB-3568                                                                                 | featuring 高橋幸宏。 |
| 12th | 1995年7月21日  | JAM                                                                    | -        | 通常盤 (CD) ESDB-3596                                                                                 | NHKテレビ「ポップジャム」オープニング・テーマ                                                                                           |
| 13th | 1996年7月21日  | ROCK MONSTER STRIKES BACK                                              | 64位     | 通常盤 (CD) ESCB-1773                                                                                 | NHK教育テレビジョン系『ソリトン』テーマソング                                                                                           |
| 14th | 1997年4月21日  | HURRY UP!!                                                             | -        | 通常盤 (CD) ESDB-3753                                                                                 | TBSテレビ系「デカメロン」挿入歌 |
| 15th | 1998年4月22日  | 愛があるかい?                                                          | 82位     | 通常盤 (CD) AVDD-20233                                                                                | 日本電気「VALUE STAR NX/La Vie NX」CMソング                                                                                             |
| 16th | 1998年7月8日   | Dear My Sister                                                         | 76位     | 通常盤 (CD) AVDD-20246                                                                                | 東京ニュース通信社「TVガイド」CMソング                                                                                                  |
| 17th | 1999年5月12日  | 火の玉ジャイヴ                                                         | 51位     | 通常盤 (CD) AVCD-30043                                                                                | |
| 18th | 1999年11月17日 | 戦場に捧げるメロディー                                                 | 70位     | 通常盤 (CD) AVCD-30060                                                                                | |
| 19th | 2000年6月21日  | フィルムメイカーズ・ブリード 〜頂上決戦〜                              | 68位     | 通常盤 (CD) AVCD-30102                                                                                | |
| 20th | 2001年8月8日   | めくれたオレンジ                                                       | 35位     | 通常盤 (CD) CTCR-40083                                                                                | 歌モノシングル3部作・第一弾 vocalist：田島貴男 (ORIGINAL LOVE) キリンビール「チューハイ氷結果汁」CMソング                               |
| 21st | 2001年12月12日 | カナリヤ鳴く空                                                         | 17位     | 通常盤 (CD) CTCR-40095                                                                                | 歌モノシングル3部作・第二弾 vocalist：チバユウスケ 映画『人間失格』主題歌（2019年公開）                                                 |
| 22nd | 2002年2月14日  | 美しく燃える森                                                         | 6位      | 通常盤 (CD) CTCR-40115                                                                                | 歌モノシングル3部作・第三弾 vocalist：奥田民生 キリンビール「チューハイ氷結果汁」CMソング                                               |
| 23rd | 2003年2月5日   | 銀河と迷路                                                             | 9位      | 通常盤 (CD) CTCR-40163                                                                                | フジテレビ系ドラマ『美女か野獣』主題歌                                                                                                  |
| 24th | 2003年6月4日   | A Quick Drunkard                                                       | 98位     | 通常盤 (CD) CTCR-40166                                                                                | NHK『難問解決!ご近所の底力』テーマ曲 ANB系ドラマ「OL銭道」オープニング・テーマ                                                          |
| -    | 2003年8月6日   | Natty Parade "Shaken Mix"                                              | -        | 通常盤 (CD) CTC1-40172                                                                                | スターバックス限定発売 |
| 25th | 2004年5月26日  | 世界地図                                                               | 54位     | 通常盤 (CD) CTCR-40188                                                                                | キリン「キリンチューハイ氷結」CMソング                                                                                                  |
| 26th | 2004年7月28日  | STROKE OF FATE                                                         | 40位     | 通常盤 (CD) CTCR-40192                                                                                | TBC「MEN’S TBC」CMソング |
| 27th | 2004年10月22日 | さらば友よ                                                             | -        | 通常盤 (CD) CTCR-40200                                                                                | 『Autumn-Winter TOUR』会場限定発売 |
| 28th | 2005年12月14日 | 追憶のライラック                                                       | 23位     | 通常盤 (CD) CTCR-40223                                                                                | 歌モノシングル3部作その2・第一弾 vocalist：ハナレグミ（永積タカシ）                                                                     |
| 29th | 2006年2月15日  | サファイアの星                                                         | 16位     | 通常盤 (CD) CTCR-40228                                                                                | 歌モノシングル3部作その2・第二弾 vocalist：CHARA                                                                                        |
| 30th | 2006年5月10日  | 星降る夜に                                                             | 13位     | 通常盤 (CD) CTCR-40232                                                                                | 歌モノシングル3部作その2・第三弾 vocalist：甲本ヒロト                                                                                   |
| 31st | 2009年10月7日  | KinouKyouAshita                                                        | 15位     | 通常盤 (CD) CTCR-40298                                                                                | LIXIL住宅研究所「アイフルホーム」CMソング                                                                                               |
| 32nd | 2010年1月27日  | 流星とバラード                                                         | 9位      | 通常盤 (CD) CTCR-40304                                                                                | vocalist：奥田民生 |
| 33rd | 2011年3月16日  | Break into the Light〜約束の帽子〜 /The Sharing Song〜トリコのテーマ〜 | 26位     | 通常盤 (CD) CTCR-40333                                                                                | 東映配給アニメ映画「ONE PIECE 3D 麦わらチェイス」主題歌                                                                                 |
| 34th | 2013年12月4日  | 閃光 feat. 10-FEET                                                     | 13位     | 通常盤 (CD) CTCR-40352 初回限定盤 (CD+DVD) CTCR-40351                                                 | 25周年スペシャルプロジェクト バンドコラボ第一弾                                                                                         |
| 35th | 2014年3月12日  | 流れゆく世界の中で feat. MONGOL800                                     | 18位     | 通常盤 (CD) CTCR-40360 初回限定盤 (CD+DVD) CTCR-40359                                                 | 25周年スペシャルプロジェクト バンドコラボ第二弾                                                                                         |
| 36th | 2014年 7月2日  | Wake Up! feat. ASIAN KUNG-FU GENERATION                                | 9位      | 通常盤 (CD) CTCR-40362 初回限定盤 (CD+DVD) CTCR-40361/B                                               | 25周年スペシャルプロジェクト バンドコラボ第三弾                                                                                         |
| 37th | 2015年7月29日  | 爆音ラヴソング/めくったオレンジ                                        | 21位     | 通常盤 (CD) CTCR-43373 初回生産限定 CD+LIVE CD（2枚組仕様）CTCR-43371/2                               | vocalist：尾崎世界観（クリープハイプ）                                                                                                  |
| 38th | 2015年12月9日  | 嘘をつく唇                                                             | 16位     | 通常盤 (CD) CTCR-40376 初回生産限定 (CD+DVD) CTCR-40375/B                                             | vocalist：片平里菜 |
| 39th | 2016年6月22日  | 道なき道、反骨の。 feat. Ken Yokoyama                                  | 12位     | 通常盤 (CD) CTCR-40382 初回生産限定 (CD+DVD) CTCR-40381/B                                             | vocalist：東京スカパラダイスオーケストラ feat. Ken Yokoyama                                                                             |
| 40th | 2016年9月7日   | さよならホテル feat. Ken Yokoyama                                      | 7位      | 通常盤 (CD) CTCR-40385 初回生産限定 (CD+DVD) CTCR-40384/B                                             | vocalist：東京スカパラダイスオーケストラ feat. Ken Yokoyama                                                                             |
| 41st | 2017年11月29日 | 白と黒のモントゥーノ feat. 斎藤宏介 (UNISON SQUARE GARDEN)             | 22位     | 通常盤 (CD) CTCR-40391 初回生産限定 (CD+DVD) CTCR-40390/B                                             | vocalist：斎藤宏介 (UNISON SQUARE GARDEN)                                                                                               |
| 42nd | 2018年2月21日  | ちえのわ feat. 峯田和伸                                                | 30位     | 通常盤 (CD) CTCR-40393 初回生産限定 (CD+DVD) CTCR-40392/B                                             | vocalist：峯田和伸（銀杏BOYZ） ジャケットは当初はイラストレーターのハシヅメユウヤが描き下ろしたものが起用されていたが、後に変更された。 |
| 43rd | 2018年9月26日  | メモリー・バンド/This Challenger                                       | 23位     | 通常盤 (CD) CTCR-40399 初回生産限定 (CD+DVD) CTCR-40398/B                                             | 「メモリー・バンド」の歌詞は、作詞を担当した谷中が関ジャニ∞の渋谷すばるを思い浮かべて書いた歌詞である。                                 |
| 44th | 2018年11月28日 | 明日以外すべて燃やせ feat. 宮本浩次                                    | 12位     | 通常盤 (CD) CTCR-40401 初回生産限定 (CD+DVD) CTCR-40400/B                                             | vocalist：宮本浩次（エレファントカシマシ） 2019年11月3日にアナログ盤発売。                                                              |
| 45th | 2019年8月7日   | リボン feat. 桜井和寿                                                  | 5位      | CD:CTCR-40404 CD+DVD:CTCR-40403/B                                                                     | vocalist：桜井和寿 (Mr.Children) キリンビール「ビールはいつも」篇 CMソング                                                              |
| 46th | 2020年12月23日 | ALMIGHTY 〜仮面の約束 feat. 川上洋平                                   | 12位     | CD+DVD:AVCD-94951/B CD+DVD:AVCD-94952/B CD:AVCD-94953 CD+DVD+グッズ:AVZD-94949/B CD+グッズ:AVZD-94950 | vocalist：川上洋平 ([Alexandros]) テレビ朝日系ドラマ『仮面ライダーセイバー』主題歌                                                      |
| 47th | 2022年03月09日 | 君にサチアレ                                                           | 17位     | CD+DVD:CTCR-40408/B CD+Blu-ray Disc:CTCR-40409/B CD:CTCR-40410                                        | 映画『ウェディング・ハイ』主題歌 |
| 48th | 2022年7月27日  | Free Free Free feat. 幾田りら                                          | 23位     | CD+Blu-ray Disc:CTCR-40412/B CD:CTCR-40413                                                            | vocalist：幾田りら/YouTube「YouTube Premium」CMソング                                                                                   |

### コラボレーション・シングル
| 枚  | リリース日    | タイトル     | 規格      | 最高順位 |
| --- | ------------- | ------------ | --------- | -------- |
| 1st | 2006年9月20日 | ハズムリズム | KSCL-1041 | 15位     |

### 配信限定シングル
| リリース日     | タイトル                                                                                    | 収録作品                                                                  |
| -------------- | ------------------------------------------------------------------------------------------- | ------------------------------------------------------------------------- |
| 2015年10月16日 | Skull Collector                                                                             | Stompin' On DOWN BEAT ALLEY                                               |
| 2018年4月18日  | およげ! たいやきくん 〜潜れ! さかなクンVer.〜                                               | ちえのわ/およげ!たいやきくん〜潜れ! さかなクンVer.〜                      |
| 2019年4月18日  | 遊戯みたいにGO                                                                              | ツギハギカラフル                                                          |
| 2019年11月27日 | 憂愁モダン 〜怪人と探偵のテーマ                                                             | ツギハギカラフル                                                          |
| 2020年4月22日  | 倒れないドミノ                                                                              | SKA=ALMIGHTY                                                              |
| 2020年9月6日   | 仮面ライダーセイバー TV size                                                                | 未収録                                                                    |
| 2020年9月6日   | ALMIGHTY 〜仮面の約束 feat. 川上洋平 TV size                                                | 未収録                                                                    |
| 2020年9月30日  | Great Conjunction 2020                                                                      | SKA=ALMIGHTY                                                              |
| 2021年5月21日  | めでたしソング feat. ムロツヨシ                                                             | S.O.S. [Share One Sorrow]                                                 |
| 2022年5月4日   | サボタージュ (VS. ALI)                                                                      | NO BORDER HITS 2025→2001 〜ベスト・オブ・東京スカパラダイスオーケストラ〜 |
| 2022年5月11日  | ツバメ feat. ミドリーズ & 長濱ねる & 東京都立片倉高等学校吹奏楽部                           | NO BORDER HITS 2025→2001 〜ベスト・オブ・東京スカパラダイスオーケストラ〜 |
| 2022年11月7日  | 紋白蝶 feat. 石原慎也 (Saucy Dog)                                                           | JUNK or GEM                                                               |
| 2023年2月1日   | 七人だからレインボー feat. てれび戦士（ショウタ・ソニア・マウナ・レイ・ハルト・ミオ・メイ） | 35                                                                        |
| 2023年9月13日  | ウタカタラッタラ                                                                            | 35                                                                        |
| 2024年2月7日   | The Last Ninja                                                                              | 35                                                                        |
| 2024年5月6日   | 風に戦ぐブルーズ feat. TAKUMA (10-FEET)                                                     | 35                                                                        |
| 2024年7月1日   | 一日花 feat. imase & 習志野高校吹奏楽部                                                     | 35                                                                        |
| 2024年8月8日   | あの夏のあいまいME feat. SUPER EIGHT                                                        | 35                                                                        |
| 2024年9月16日  | 散りゆく花のせいで feat.菅田将暉                                                            | 35                                                                        |
| 2025年1月15日  | まだ、諦めてないだろ?                                                                       | NO BORDER HITS 2025→2001 〜ベスト・オブ・東京スカパラダイスオーケストラ〜 |

### サウンドトラック
| 枚 | リリース日    | タイトル                                         | 規格       |
| -- | ------------- | ------------------------------------------------ | ---------- |
| 1  | 1995年2月1日  | 東京デラックス オリジナルサウンドトラック        | ESCB-1472  |
| 2  | 1999年7月23日 | とんでもクライシス! オリジナルサウンドトラック   | AVCD-11730 |
| 3  | 2003年1月16日 | 新・仁義なき戦い/謀殺 オリジナルサウンドトラック | CTCR-14240 |

### 企画盤
| 枚  | リリース日                                       | タイトル                       | 規格       |
| --- | ------------------------------------------------ | ------------------------------ | ---------- |
| 1st | 1991年10月25日                                   | World Famous Remix             | ESCB-1251  |
| 2nd | 1993年11月21日（限定盤） 1993年12月1日（通常盤） | gifted                         | ESCB-1472  |
| 3rd | 1999年7月23日                                    | JUSTA RECORD COMPILATION Vol.1 | AVCD-11729 |
| 4th | 2012年2月8日                                     | on the remix                   | CTCR-14751 |
| 5th | 2015年12月23日                                   | TOKYO SKA Plays Disney         | AVCW-63120 |

### アナログ盤
| 枚  | リリース日     | タイトル                                          | 規格      |
| --- | -------------- | ------------------------------------------------- | --------- |
| 1st | 1989年11月18日 | 東京スカパラダイスオーケストラ                    |           |
| 2nd | 1991年10月25日 | World Famous Remix                                |           |
| 3rd | 1994年7月21日  | JUST A LITTLE BIT OF TOKYO SKA PARADISE ORCHESTRA |           |
| 4th | 1996年8月13日  | ROCK MONSTER STRIKES BACK                         |           |
| 5th | 2019年11月3日  | 明日以外すべて燃やせ feat. 宮本浩次               | TYO7S1018 |

### EURO盤
| 枚  | リリース日    | タイトル                                                | 規格       |
| --- | ------------- | ------------------------------------------------------- | ---------- |
| 1st | 2005年3月14日 | Ska Me Crazy 〜THE BEST OF TOKYO SKA PARADISE ORCHESTRA | CDMGRAM193 |

### VHS
| 枚   | リリース日     | タイトル                                                           | 規格       |
| ---- | -------------- | ------------------------------------------------------------------ | ---------- |
| 1st  | 1991年12月1日  | スカパラビデオ                                                     | ESVU-35    |
| 2nd  | 1992年3月25日  | 音曲の乱                                                           | ESVU-1228  |
| 3rd  | 1992年8月8日   | TOKYO SKA                                                          | ESVU-367   |
| 4th  | 1992年12月2日  | World Series from Tokyo Ska                                        | ESVU-368   |
| 5th  | 1993年12月12日 | スカパラ at キャバレー                                             | ESVU-399   |
| 6th  | 1994年4月21日  | LIVE FANTASIA                                                      | ESVU-404   |
| 7th  | 1994年4月21日  | VIDEO FANTASIA                                                     | ESVU-405   |
| 8th  | 1995年12月1日  | LIVE GRAND PRIX                                                    | ESVU-441   |
| 9th  | 1997年11月21日 | 18540617                                                           | ESVU-482   |
| 10th | 1999年11月17日 | SKA EVANGELISTS ON THE RUN TOKYO SKA PARADISE ORCHESTRA 1998>>1999 | AVVD-90062 |

### DVD
| 枚   | リリース日                   | タイトル                                                                                      | 規格                  | 最高順位 |
| ---- | ---------------------------- | --------------------------------------------------------------------------------------------- | --------------------- | -------- |
| 1st  | 2000年3月29日 2005年3月24日  | SKA EVANGELISTS ON THE RUN TOKYO SKA PARADISE ORCHESTRA 1998>>1999                            | AVBD-91014 CTBR-92041 |          |
| 2nd  | 2002年9月4日                 | DOWN BEAT SELECTOR                                                                            | CTBR-92024            | 22位     |
| 3rd  | 2003年1月16日 2004年12月08日 | DOWN BEAT ARENA 〜横浜アリーナ7.7.2002 ［完全版］                                             | CTBR-92025 CTBR-92039 | 13位     |
| 4th  | 2004年3月3日 2006年3月1日    | CATCH THE RAINBOW                                                                             | CTBR-92034 CTBR-92042 | 18位     |
| 5th  | 2004年3月10日                | スカパラ at キャバレー                                                                        | ESBL-2160             | 161位    |
| 6th  | 2004年3月10日                | LIVE GRAND PRIX                                                                               | ESBL-2159             | 160位    |
| 7th  | 2004年3月10日                | 18540617                                                                                      | ESBL-2159             | 147位    |
| 8th  | 2005年1月13日 2006年3月1日   | 15TH ANNIVERSARY LIVE SINCE DEBUT 2004.10.22 in 代々木第一体育館                              | CTBR-92040 CTBR-92043 | 21位     |
| 9th  | 2007年5月30日                | WILD PEACE TOUR FINAL @さいたまスーパーアリーナ                                               | CTBR-92048            | 13位     |
| 10th | 2007年9月12日                | SMILE 〜人が人を愛する旅〜                                                                    | CTBR-92051            | 25位     |
| 11th | 2010年3月10日                | "and TOKYO SKA goes on.."                                                                     | CTBR-92064            | 14位     |
| 12th | 2010年12月22日               | 東京スカパラダイス国技館 & 東京スカパラダイス体育館 LIVE DVD                                  | CTBR-92070            | 54位     |
| 13th | 2012年7月4日                 | Discover Japan Tour -LIVE IN HACHIOJI 2011.12.27                                              | CTBR-92080            | 19位     |
| 14th | 2016年12月14日               | 「叶えた夢に火をつけて燃やす LIVE IN KYOTO 2016.4.14」&「トーキョースカジャンボリー2016.8.6」 | CTBR-92119〜20        | 34位     |
| 15th | 2019年3月13日                | 2018 Tour「SKANKING JAPAN」“スカフェス in 城ホール” 2018.12.24                                | CTCR-14950〜1/B〜C    | 19位     |

### 書籍
- 東京スカパラダイスオーケストラ『虹の軌跡』ロッキング・オン（原著2003年12月25日）。ISBN 978-4860520328。
- 東京スカパラダイスオーケストラ『スカパラ入門 25 Years of TOKYO SKA』リットーミュージック（原著2014年5月23日）。ISBN 978-4845623983。
- 東京スカパラダイスオーケストラ『スカパラon the PLANET』エフエム東京（原著2007年5月20日）。ISBN 978-4887451827。

### 参加作品
| 発売日         | タイトル                                                                         | 規格                               | 収録曲 |
| -------------- | -------------------------------------------------------------------------------- | ---------------------------------- | --- |
| 1989年12月16日 | 小泉今日子『Ballad Classics II』                                                 | VDR-1656                           | 5.今をいじめて泣かないで 8.艶姿ナミダ娘 |
| 1990年9月21日  | 小泉今日子「丘を越えて」                                                         | VIDL-10063                         | 1.丘を越えて |
| 1997年4月25日  | 竹中直人 with 東京スカパラダイスオーケストラ「デカメロン」                       | AMDM-6190                          | 1.デカメロン 2.海、山、恋だ若大将!!(加山雄三メドレー*美しいヴィーナス〜小さな恋人〜君の瞳の青空〜ブライトホーン)                                                    |
| 1997年11月25日 | 竹中直人『Siesta?』                                                              | AMCM-4343                          | 3.危ないふたり 8.DNA |
| 1999年4月10日  | RESPECTABLE ROOSTERS-a tribute to the roosters-                                  | COCP-50061                         | 10.Rosie |
| 1999年6月19日  | PUNCH THE MONKEY!2 Lupin the 3rd Remixes & Covers2                               | COCP-50103                         | 01.ルパン三世′78 |
| 2001年3月28日  | 椎名林檎『真夜中は純潔』                                                         | TOCT-22155                         | 1.真夜中は純潔 |
| 2001年12月21日 | THE BEST!PUNCH THE MONKEY!                                                       | COCP-50667                         | 01.ルパン三世主題歌 I 10.ルパン三世′78 |
| 2002年2月27日  | 広末涼子『広末涼子 Perfect Collection』                                          | WPCV-10165/7                       | DISC3-1.睡蓮の舟 |
| 2003年10月8日  | ブロンソンズ『スーパーマグナム』                                                 | 139-LDKCD                          | 5.ロッキーのテーマ(完コピVERSION)／ブロンソンズ with 東京スカパラダイスオーケストラ 10.ロッキーのテーマ (KARAOKE)／東京スカパラダイスオーケストラ with ブロンソンズ |
| 2004年11月3日  | 風街クロニクル 〜another side of happy end〜                                     | MHCL-427                           | 18.しらけちまうぜ / 東京スカパラダイスオーケストラ featuring 小沢健二                                                                                               |
| 2006年1月18日  | ORIGINAL LOVE『キングスロード』                                                  | PCCA-02218                         | 2. 恋の片道切符、4. きみのとりこ |
| 2006年4月5日   | THE HIT MAKER -筒美京平の世界-                                                   | MHCL-771                           | DISC5-11. にがい涙 |
| 2006年5月24日  | SHIFT second NISSAN CM TRACKS                                                    | MHCP-971                           | 18.君と僕 |
| 2007年4月25日  | 細野晴臣トリビュートアルバム -Tribute to Haruomi Hosono-                         | RZCM-45511                         | 3.アブソリュート・エゴ・ダンス |
| 2007年7月11日  | ソラノオト -Message from space-                                                  | RZCD-45601B                        | 5.Rendezvous In Space! |
| 2007年10月24日 | ユニコーン・トリビュート                                                         | SECL-561                           | 1.I'M A LOSER |
| 2007年10月17日 | 服部良一 〜生誕100周年記念トリビュート・アルバム〜                               | UPJI-1015                          | 7.青い山脈 (instrumental) |
| 2008年9月24日  | Sirius〜Tribute to UEDA GEN〜                                                    | VICL-62999                         | 6.-6m |
| 2008年12月3日  | スチャダラパー『CAN YOU COLLABORATE?〜best collaboration songs & music clips〜』 | NFCD-27142B                        | 1.GET UP AND DANCE （with 東京スカパラダイスオーケストラ、L.B.NATION）／スチャダラパー                                                                              |
| 2009年7月22日  | BOOMANIA〜THE BOOM SPECIAL BEST COVERS〜                                         | VFCV-00044                         | DISC2-11.風になりたい |
| 2009年9月30日  | DJ松本素生『ROCK THE MIX 2』                                                     | VICL-63399                         | 7.美しく燃える森 |
| 2010年1月27日  | NO MUSIC, NO LIFE. SONGS                                                         | RZCD-46471 RZCD-46473              | DISC1-8.WORLD SKA CRUISE 〜NO DUB, NO LIFE.〜 |
| 2010年6月9日   | つるの剛士『夏のわすれもの feat.東京スカパラダイスオーケストラ/Love Letter』     | PCCA-03184 PCCA-70284              | 1.夏のわすれもの feat. 東京スカパラダイスオーケストラ |
| 2011年1月24日  | FREEDOM 2010 in 淡路島“青空”                                                     | TFBQ-18112                         | |
| 2011年12月14日 | ZEEBRA『Black World/White Heat』                                                 | BVCL-276                           | 6.Gang On The Backstreet Feat. 東京スカパラダイスオーケストラ |
| 2012年8月8日   | RED DIAMOND 〜Tribute to Yukihiro Takahashi〜                                    | TOCT-29027 TOCT-29028              | 9.Bijin Kyoshi At The Swimming School 〜 I-Kasu! |
| 2012年12月5日  | FINAL FANTASY TRIBUTE 〜THANKS〜                                                 | SQEX-10358                         | DISC1-1.オープニング・テーマ |
| 2014年3月21日  | シャキーラ『Shakira.』                                                           | SICP-4098                          | 16.Can't Remember to Forget You feat. リアーナ (Tokyo Ska Paradise Orchestra Club Mix)                                                                              |
| 2014年6月18日  | 10-FEET『6-feat 2』                                                              | UPCH-20356                         | 3.hammer ska feat. 東京スカパラダイスオーケストラ |
| 2014年9月3日   | STRANGER THAN SKA                                                                | CTCD-20006                         | 7.Pride Of Lions |
| 2014年10月8日  | 800 TRIBUTE -champloo is the BEST!!-                                             | HICC-3803                          | 1.DON'T WORRY BE HAPPY |
| 2015年12月23日 | ROCK IN DISNEY YEAR END PARTY!                                                   | AVCW-63121                         | 3.チム・チム・チェリー（新録!） |
| 2016年2月10日  | DJ和『フェス、その前に』                                                         | AICL-3008                          | 4.星降る夜に |
| 2017年1月18日  | チャラン・ポ・ランタン『トリトメナシ』                                           | AVCD-93591/B AVCD-93592            | 7.雄叫び |
| 2018年2月2日   | MAN WITH A MISSION feat. 東京スカパラダイスオーケストラ『Freak It!』             | 配信限定                           | 1.Freak It! |
| 2018年3月21日  | カヴァーアルバム3 〜A Tribute to The Elephant Kashimashi〜                       | UMCK-1573                          | 5.俺たちの明日/東京スカパラダイスオーケストラ × 高橋一生 |
| 2018年4月18日  | ピコ太郎『PPAPPT in 日本武道館』                                                 | VBD-92666 AVXD-92668               | 29.PPAP（スカパラ ver.） with 東京スカパラダイスオーケストラ |
| 2018年5月30日  | 関ジャニ∞『GR8EST』                                                              | JACA-5724 JACA-5728 JACA-5732      | Disc1-12.無責任ヒーロー jam with 東京スカパラダイスオーケストラ |
| 2018年7月25日  | シシド・カフカ『DOUBLE TONE』                                                    | AVCD-93948B AVCD-93950             | 5.リメンバー・ミー（エンドソング） feat. 東京スカパラダイスオーケストラ                                                                                             |
| 2019年7月24日  | Thank you, ROCK BANDS! 〜UNISON SQUARE GARDEN 15th Anniversary Tribute Album〜   | TFCC-86673 TFCC-86674 TFCC-86675   | 9.桜のあと (all quartets lead to the?) |
| 2019年9月4日   | 真心ブラザーズ『トランタン』                                                     | TKCA-74831 TKCA-74832              | 3.愛 with 東京スカパラダイスオーケストラ |
| 2020年2月12日  | 大森靖子『大森靖子』                                                             | AVCD-96381B AVCD-96384B AVCD-96387 | Disc2-1.絶対絶望絶好調 （Sound Produced by 東京スカパラダイスオーケストラ）                                                                                         |
| 2020年5月7日   | Emicida『Quem tem um amigo (tem tudo)』                                          | 配信限定                           | Quem tem um amigo (tem tudo) [feat. Tokyo Ska Paradise Orchestra]                                                                                                   |
| 2022年3月10日  | Los Auténticos Decadentes『Oro』                                                 | 配信限定                           | Oro (feat. Bronco & Tokyo Ska Paradise Orchestra) |
| 2022年5月25日  | キュウソネコカミ『優勝』                                                         | 配信限定                           | 優勝(NARGO・北原・GAMO・谷中が参加) |
| 2023年10月6日  | 菅田将暉×東京スカパラダイスオーケストラ 『るろうの形代』                         | 配信限定                           | るろうの形代 |
| 2024年7月31日  | SUPER EIGHT『SUPER EIGHT』                                                       | LCCA-6144                          | 16.オモイダマ jam with 東京スカパラダイスオーケストラ |

### その他
- 大井競馬場のファンファーレ（一般競走、重賞競走、ダートグレード競走、JpnI/GI）、本馬場入場曲（2011年7月31日から）
- 1999年に発売されたプレイステーション用ソフトとんでもクライシス!のBGMを担当

## タイアップ
| 楽曲                                           | タイアップ                                                                           | 収録作品                                                                                 |
| ---------------------------------------------- | ------------------------------------------------------------------------------------ | ---------------------------------------------------------------------------------------- |
| タイトル不明                                   | TBS「どうぶつ奇想天外!」オープニングテーマ                                           | 未収録                                                                                   |
| 君と僕                                         | TBS「ビレッジ吉本」エンディングテーマ 日産自動車「マーチ」CMソング（1991年〜1992年） | 1stアルバム『スカパラ登場』                                                              |
| 仔象の行進                                     | Honda「ライフ」CMソング                                                              | 1stアルバム『スカパラ登場』                                                              |
| 花ふぶき 〜愛だろ、愛っ。〜                    | サントリー「ザ・カクテルバー」CMソング                                               | 5thアルバム『GRAND PRIX』                                                                |
| Stubborn Kind Of Fellow                        | Honda「ロゴ」CMソング                                                                | 5thアルバム『GRAND PRIX』                                                                |
| 東京デラックス                                 | 映画『平成無責任一家 東京デラックス』テーマソング                                    | 5thアルバム『GRAND PRIX』                                                                |
| パンドラタイムズ                               | テレビ朝日『象印ニュースクイズ パンドラタイムス』テーマ曲                            | 5thアルバム『GRAND PRIX』                                                                |
| 24 Hours To Ska                                | トヨタ自動車「VOLTZ」CMソング                                                        | 10thアルバム『HIGH NUMBERS』                                                             |
| 銀河と迷路                                     | フジテレビ『美女か野獣』主題歌                                                       | 10thアルバム『HIGH NUMBERS』                                                             |
| BLACK JACK                                     | ソニー・コンピュータエンタテインメント社ゲーム「怪盗スライ・クーパー」テーマソング   | 23rdシングル「銀河と迷路」                                                               |
| STAMPEDE MARCH                                 | ダイハツ工業「アトレーワゴン」CMソング                                               | 11thアルバム『Answer』                                                                   |
| OPEN YOUR EYES                                 | NHK「NHKプロ野球」テーマソング （2005年 - ）                                         | 11thアルバム『Answer』                                                                   |
| Break into the light 〜約束の帽子〜            | 映画『ONE PIECE 3D 麦わらチェイス』主題歌                                            | 16thアルバム『Walkin'』                                                                  |
| The Sharing Song 〜トリコのテーマ〜            | 映画『トリコ 3D 開幕!グルメアドベンチャー!!』主題歌                                  | 2ndミニアルバム『HEROES』                                                                |
| Twinkle Star 〜頼りの星〜                      | 東京シティ競馬 トゥインクルレースキャンペーンソング                                  | 3rdミニアルバム『Sunny Side of the Street』                                              |
| WORLD SKA BEACH                                | NHK『スタジオパークからこんにちは』テーマソング（2010年4月 - 2012年3月）             | 3rdミニアルバム『Sunny Side of the Street』                                              |
| 流星とバラード                                 | トヨタ自動車「ヴァンガード」CMソング                                                 | 32ndシングル「流星とバラード」                                                           |
| 道なき道、反骨の。                             | 映画『日本で一番悪い奴ら』主題歌                                                     | 39thシングル「道なき道、反骨の。」                                                       |
| Paradise Has No Border                         | キリン「氷結」CMソング                                                               | 20thアルバム『Paradise Has No BORDER』                                                   |
| パンドラタイムズ2019                           | キリン「氷結」CMソング                                                               | 未収録                                                                                   |
| ORIHIME!                                       | ダイハツ工業「タント」CMソング                                                       | 22ndアルバム『ツギハギカラフル』                                                         |
| スペクター                                     | MARO「マーロがあるじゃん」篇CMソング                                                 | 22ndアルバム『ツギハギカラフル』                                                         |
| 憂愁モダン 〜怪人と探偵のテーマ                | ミュージカル『怪人と探偵』テーマソング                                               | 22ndアルバム『ツギハギカラフル』                                                         |
| ¡Dale Dale! 〜ダレ・ダレ!〜 feat. チバユウスケ | WOWOW スペインサッカー 19-20シーズン イメージソング                                  | 22ndアルバム『ツギハギカラフル』                                                         |
| ツギハギカラフル                               | 映画『任俠学園』主題歌                                                               | 22ndアルバム『ツギハギカラフル』                                                         |
| ザ・ターミナル                                 | TOKYO FM情報番組『ONE MORNING』オープニングテーマ                                    | 22ndアルバム『ツギハギカラフル』                                                         |
| 遊戯みたいにGO                                 | 日本テレビ系ドラマ『遊戯みたいにいかない。』主題歌                                   | 22ndアルバム『ツギハギカラフル』                                                         |
| カナリヤ鳴く空                                 | 映画『人間失格 太宰治と3人の女たち』主題歌                                           | 21stシングル「カナリヤ鳴く空」                                                           |
| UFO                                            | UQモバイルCM（2019年4月14日 - ）                                                     | 未収録                                                                                   |
| Good Morning 〜ブルー・デイジー feat. aiko     | テレビ朝日『グッド!モーニング』テーマソング                                          | ベスト・アルバム『TOKYO SKA TREASURES 〜ベスト・オブ・東京スカパラダイスオーケストラ〜』 |
| リボン feat. 桜井和寿                          | キリンビール「ビールはいつも」篇CMソング                                             | 45thシングル「リボン feat. 桜井和寿」                                                    |
| 風のプロフィール feat. 習志野高校吹奏楽部      | KIRIN「氷結Ⓡ Ready for Refresh!」CMソング                                            | 22ndアルバム『ツギハギカラフル』                                                         |
| ALMIGHTY 〜仮面の約束 feat. 川上洋平           | テレビ朝日系ドラマ『仮面ライダーセイバー』主題歌                                     | 46thシングル「ALMIGHTY 〜仮面の約束 feat. 川上洋平」                                     |
| 仮面ライダーセイバー                           | テレビ朝日系ドラマ『仮面ライダーセイバー』エンディングテーマ                         | 46thシングル「ALMIGHTY 〜仮面の約束 feat. 川上洋平」                                     |
| 9                                              | J SPORTS『J SPORTS STADIUM2021』野球中継テーマソング                                 | 23rdアルバム『SKA=ALMIGHTY』                                                             |
| Great Conjunction 2020                         | 「AVIOT完全ワイヤレスイヤホン(TE-BD21j)」タイアップ曲                                | 23rdアルバム『SKA=ALMIGHTY』                                                             |
| 会いたいね｡ﾟ(ﾟ´ω`ﾟ)ﾟ｡ feat. 長谷川白紙         | J-WAVE (81.3FM)「MOVIN' ON」プロジェクトソング                                       | 23rdアルバム『SKA=ALMIGHTY』                                                             |
| 多重露光 feat. 川上洋平                        | 東映配給映画『劇場短編 仮面ライダーセイバー 不死鳥の剣士と破滅の本』主題歌           | 23rdアルバム『SKA=ALMIGHTY』                                                             |
| 倒れないドミノ                                 | J-WAVE(81.3FM)「GOOD MUSIC, GOOD VIBES」キャンペーンソング                           | 23rdアルバム『SKA=ALMIGHTY』                                                             |
| (Everybody is a) SUPERSTAR                     | WOWOW「UEFA EURO 2020 サッカー欧州選手権」サッカー中継テーマソング                   | 23rdアルバム『SKA=ALMIGHTY』                                                             |
| 「SKA! BON-DANCE〜We Welcome The Spirits」     | TOKYO TORCHオリジナルテーマソング                                                    | 4thミニアルバム『S.O.S. [Share One Sorrow]』                                             |
| SPARK                                          | 東映配給映画『セイバー+ゼンカイジャー スーパーヒーロー戦記』主題歌                   | 4thミニアルバム『S.O.S. [Share One Sorrow]』                                             |
| 君にサチアレ                                   | 松竹配給映画『ウェディング・ハイ』主題歌                                             | 47thシングル「君にサチアレ」                                                             |
| 快哉を叫ぶとき                                 | J SPORTS『J SPORTS STADIUM2022』野球中継テーマソング                                 | 47thシングル「君にサチアレ」                                                             |
| 紋白蝶 -8 a.m. SKA-                            | 日本テレビ『スッキリ』オープニングテーマ                                             | 5thミニアルバム『JUNK or GEM』                                                           |
| JUNK or GEM                                    | TBSラジオ 『JUNK』サウンドステッカー                                                 | 5thミニアルバム『JUNK or GEM』                                                           |
| カルぺ・ディエム〜今日がその日さ〜             | BS「J SPORTS STADIUM2023 野球中継テーマソング」テーマソング                          | 5thミニアルバム『JUNK or GEM』                                                           |
| 北斗七星                                       | 「東京グレートベアーズ」テーマソング                                                 | 5thミニアルバム『JUNK or GEM』                                                           |
| 追い越してく星                                 | センテニアル・パーク京都競馬場「あたらしい京都競馬場 4月22日デビュー」CMソング       |                                                                                          |
| UNITE with BLUE                                | CITIZEN UNITE with BLUE CMソング                                                     |                                                                                          |
| Departure                                      | 大塚国際美術館開館25周年記念テーマソング                                             |                                                                                          |
| ウタカタラッタラ                               | ネイチャーラボ MARO17「泡沫（ウタカタ）feat.TETSU」篇 CMソング                       |                                                                                          |
| The Last Ninja                                 | 東映配給映画『身代わり忠臣蔵』テーマ曲                                               |                                                                                          |
| Ska Fandango!                                  | カシオ計算機株式会社 OCEANUSテレビCM 「青く、挑む」編CMソング                        |                                                                                          |
| 一日花 feat.imase & 習志野高校吹奏楽部         | 朝の情報番組「ZIP!」テーマソング                                                     |                                                                                          |
| グランドスラム                                 | バナナマン 単独ライブ「bananaman live 2024 W」テーマソング                           |                                                                                          |
| あの夏のあいまいME feat.SUPER EIGHT            | 南海放送『ビーンズ morning』2024年9月度エンディングテーマ                            | 配信限定シングル『あの夏のあいまいME feat.SUPER EIGHT』                                  |
| 教えてウロボロス feat.宮崎朝子（SHISHAMO）     | 日本テレビ系ドラマ『離婚弁護士 スパイダー』主題歌                                    |                                                                                          |
| 私たちのカノン（VS. Chevon）                   | 日本テレビ系ドラマ『ダメマネ! -ダメなタレント、マネジメントします-』主題歌           |                                                                                          |

## メンバー個別の出演、客演など
※DJ出演を除く
※ホーンズ3＝NARGO、北原、GAMO

### ライブ
- 2010年05月18 - 06月25日 - ひふみよ 小沢健二 コンサートツアー 二零一零年 五月六月（ホーンズ3+沖）
- 2011年03月06日 - 佐野元春30周年アニバーサリーライブat大阪城ホール（ホーンズALL）
- 2011年05月04日 - 【JAPAN JAM】THE BAWDIESとコラボ（ホーンズALL）
- 2016年03月22日 - オトザイサトコ ニューアルバム発売記念「女はそれを我慢できない〜スペシャル〜」 東京ワンマンLIVE（大森）

### 音源・MV
- 2011年05月 - “AOEQ（藤原ヒロシとYO-KINGよるユニット）”MV「デイ・ドリーム・ビリーバー」（加藤、大森出演）
- 2012年03月 - 東日本大震災復興支援プロジェクト“JAPAN UNITED with MUSIC”「All You Need Is Love」（ホーンズALL）

## メディア出演

### ゲーム
- とんでもクライシス（1999年）

### 映画
- ファンシイダンス（1989年、大映、監督：周防正行） - 陽平のバンド仲間 役
- SMILE 人が人を愛する旅（2007年、エイベックス・エンタテインメント、監督：牧野耕一） ※ライブツアーを追ったドキュメンタリー映画[22]

### 音楽番組
- MUSIC FAIR（1996年2月11日、フジテレビ）※小林旭コラボ
- TOKYO SKA JAM “8”（2019年7月12日 - 10月25日〈全8回〉、スペースシャワーTV） - レギュラー[23]
- 関ジャム 完全燃SHOW（現：EIGHT-JAM、テレビ朝日）
  - 2018年7月8日 - セッションゲストとして[24]
  - 2019年12月22日[25]
  - 2020年9月6日 - 谷中[26]
  - 2023年4月30日 - 川上、茂木[27]
  - 2023年10月1日 - 加藤[28]
  - 2024年9月22日 - 大森[29]
  - 2024年11月18日[30]

### バラエティ番組
- デカメロン （1997年、TBS） - レギュラー
- タモリ倶楽部「妄想旅行シリーズ 綱島温泉街跡地で温泉気分を味わう」（2011年1月21日、テレビ朝日） - 川上のみ
- ピラメキーノ （2011年3月28日、テレビ東京）
- 世界は言葉でできている（2011年12月13日 - 2012年、フジテレビ） - 谷中のみ（不定期）
- 僕らの音楽（2012年3月16日、フジテレビ）
- 高見沢俊彦の美味しい音楽 美しいメシ（2024年4月5日、BS朝日） - 加藤、茂木が出演

### テレビドラマ
- 私立探偵 濱マイク 第11話（2002年9月9日、読売テレビ） - 本人 役
- 家族のうた 第2話（2012年4月22日、フジテレビ） - 本人 役

### ラジオ
- 茂木欣一のオールナイトニッポンR（2012年3月3日（2日深夜）、ニッポン放送）
- 東京スカパラダイスオーケストラのオールナイトニッポン（2020年1月2日、ニッポン放送） - 木曜1部。谷中、川上、茂木が出演[31]

### CM・広告
- 学生援護会『daily an』（1990年）
- サントリー『サントリーホワイト』（1991年）
- パイオニア『プライベート』（1992年）
- JR東日本『房総ビューエクスプレス』（1993年） - NARGOのみ出演
- コーセー『サロンスタイル』（1997年） - NARGO、谷中、川上、大森が出演
- NEC『VALUESTAR NX／LA VIE NX』（1998年）
- NEC『VALUESTAR』（2003年）
- HONDA『モビリオスパイク それぞれのスパイク篇 北原雅彦 ver.』（2004年） - 北原のみ出演
- タワーレコード
  - 『NO MUSIC, NO LIFE.』ポスター意見広告シリーズ（2002年、2010年、2015年、2019年、2024年）[32]
  - 『NO PHOTO, NO LIFE.』（2005年） - 富士フイルムとのコラボレーションCM。谷中のみ出演[33]
- キリンビバレッジ『NUDA 東京スパークリングオーケストラ篇』（2007年）
- 江崎グリコ『ZEPPIN 北原雅彦 meets ZEPPIN篇』（2008年） - 北原のみ出演
- 麒麟麦酒『氷結』（2000年 - 2005年、歌のみ。2016年 - 、「あたらしくいこう さかなクン篇・志村けん篇・高橋一生×浜野謙太篇・白石麻衣篇」BGM演奏・出演）
- SONY『デジタルノイズキャンセリングヘッドホン 騒音スポット篇』（2009年） - GAMOのみ出演
- センテニアル・パーク京都競馬場『あたらしい京都競馬場 4月22日デビュー』（2023年）
- 三菱UFJニコス『最大19%還元篇』（2024年）[34]